# Erioptera (Mesocyphona) serpentina
Erioptera (Mesocyphona) serpentina is een tweevleugelige uit de familie steltmuggen (Limoniidae). De soort komt voor in het Nearctisch gebied.